# Маргарет Краус
Маргарет Краус (16. децембар 1928 – 20. децембар 2005) била је Ромкиња која је током Порајмоса била прогоњена и затворена у логорима Аушвиц и Равензбрику. Њену причу забиљежио је њемачки новинар Рајмар Гилзенбах.

## Биографија
О њеном животу прије Другог свјетског рата се јако мало зна. Познато је да је као Ромкиња, која је са својом породицом живјела у Чехословачкој, депортована у логор Аушвиц 1943. године. Како су Роми и Синити прогањани током Порајмоса, породица Краус је била само дио од 500.000 убијених. У Аушвицу се обрела као тринаестогодишњакиња и била је заточена са својом породицом у дијелу логора који је познат као Цигански породични логор. У логору је била подвргнута медицинским експериментима. Претрпјела је стравичне тортуре и злостављања, а такође је била обољела од тифуса. Њени родитељи су убијени у логору Аушвиц, а она је пребачена у Концентрациони логор Равензбрик гдје је коришћена на принудном раду. Новинар Рајмар Гилзенбах ју је снимио 1966. године у Источној Њемачкој. Позирала је на прозору њених ромских кола, а тетоважа којом је обиљежена у Аушвицу била је јасно видљива на њеној лијевој руци. Глизенбаху је рекла да су јој родитељи убијени у Аушвицу, а да је она била пребачена у Равензбрик. Међутим није спомињала медицинске експерименте којима је била изложена. Краус је била представљена 2019. на изложби Заборављене жртве: нацистички геноцид Рома и Синта у Винер Холокауст библиотеци у Лондону.